# Сендайский городской музей истории и быта
Сендайский городской музей истории и быта (яп. 仙台市歴史民俗資料館) — местный исторический музей, находящийся в районе Миягино-ку города Сэндай.

## История и экспозиция музея
Музей размещён в одном из старейших сооружений западного стиля города Сэндай. В музее хранятся коллекции традиционных предметов, значительная часть которых была уничтожена во время бомбардировок Сэндая в конце Второй мировой войны. Экспонаты музея довольно эклектичны, здесь есть зал старинного багажа, представлено японское сельскохозяйственное оборудование XIX века, экспозиция средневековой крестьянской одежды и зал, посвящённый традиционным японским игрушкам. Есть экспозиция, посвященный военному быту японских солдат. Значительная часть экспонатов музея посвящена периоду Мэйдзи.
Здание музея находится в центре парка Цуцудзигаока, места отдыха сэндайцев и любования сакурой весной. До возникновения парка, в этом районе находилось несколько японских военных казарм. Оставшееся здание является старейшим деревянным зданием в западном стиле в префектуре Мияги. Здание было построено в 1874 году и использовался японской армией до 1945 года. Затем американские войска занимали здание до 1956 года. После этого, оно использовалось в качестве полицейской академии для японской полиции района Тохоку до 1975 года. В 1977 году в районе был разбит общественный парк. При создании парка оставшиеся казармы и полигон были снесены. Единственное оставленное здание (здание музея) было отреставрировано в соответствии с его обликом 1904 года. Здание полностью соответствует этому времени (с учётом внедрения современных технологий в электрооборудовании, кондиционировании воздуха и т. п.). Здание имеет два этажа, с черепичной крышей и деревянными стенами, покрытыми штукатуркой, украшенное краеугольной каменной кладкой. Особенностями здания являются большие стеклянные окна и колонны в западном стиле.
Экспозиция музея начинается с подъёма по лестнице на второй этаж. Первая экспозиция включает в себя предметы, связанные с путешествиями (старые чемоданы, журналы и открытки). Следующая экспозиция представляет старое сельскохозяйственное оборудование (XIX века и более раннее). Помочь в понимании функций старинных механизмов помогают описания их функций на японском и английском языках. В следующей экспозиции представлена соломенная одежда и сандалии. Представлен раздел старых японских игрушек.
Экспозиции музея представляют ход истории и технический прогресс. Стиральная машина и ведро находятся в ряду все более новых стиральных машин, пока ряд не доходит до современной техники. Представлена история совершенствования рисоварок, занимающих важное место в быте японцев. Одна из комнат музея представляет гостиную середины XXI века, в период встречи и столкновения традиционной Японии с западным влиянием. Длинная узкая комната представляет казарменный быт: ряды кроватей, сундуков, боеприпасов, оружия и военной формы старого образца.
В то время как городской музей Сендая в основном посвящён истории Сендая и его развитию благодаря мощи самураев, городской музей истории и быта Сендая показывает быт жителей города после эры самураев.

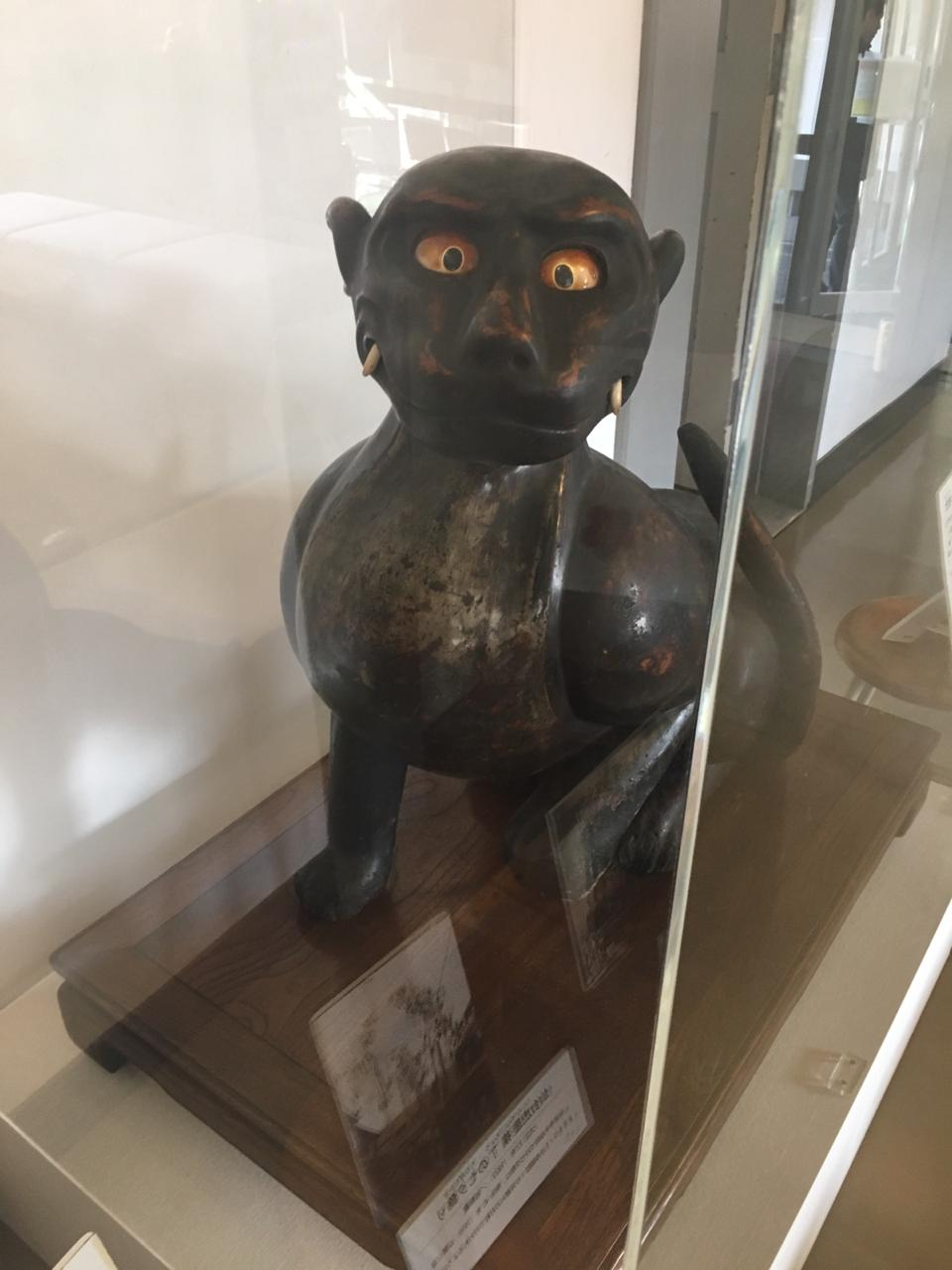
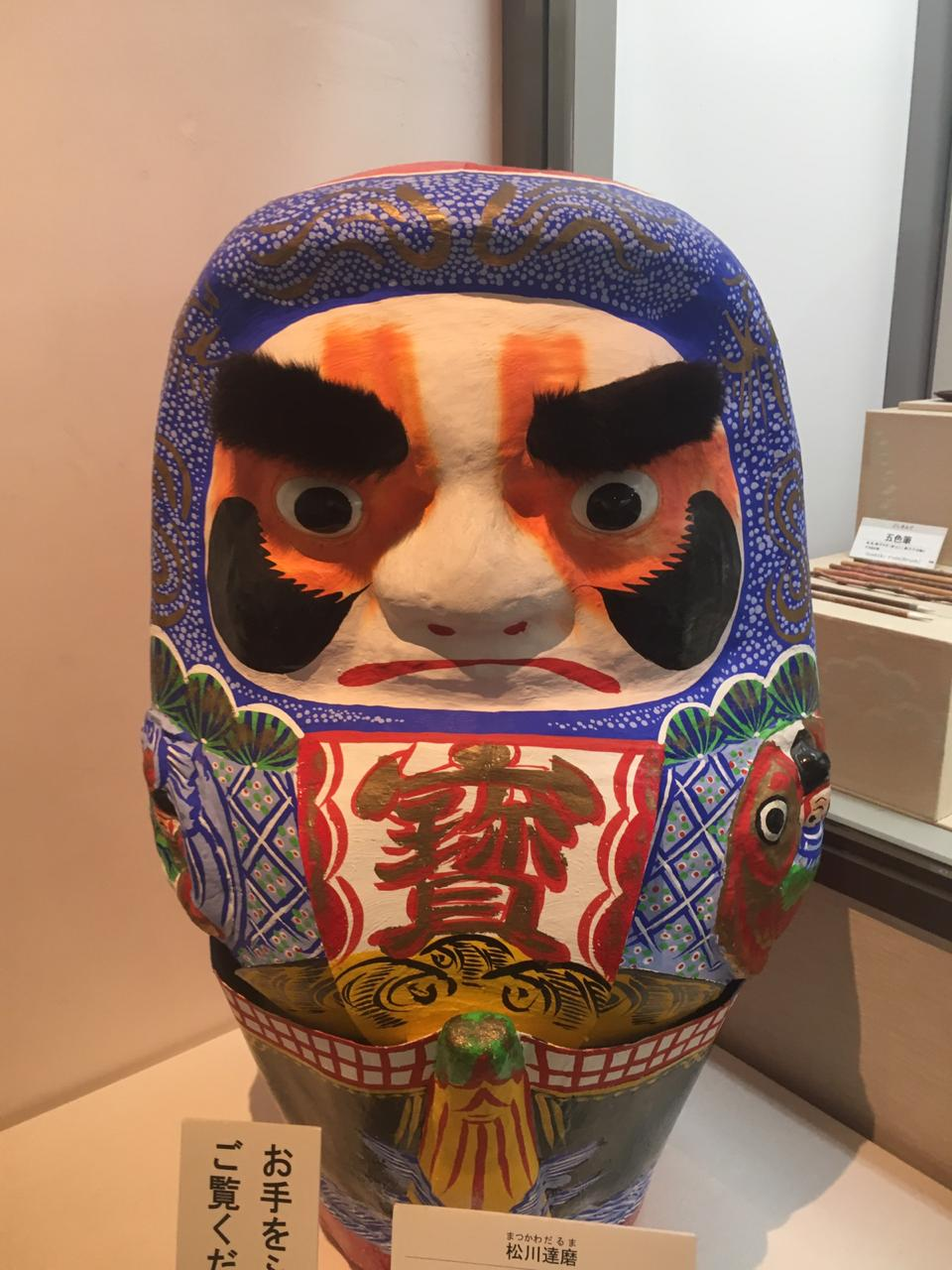
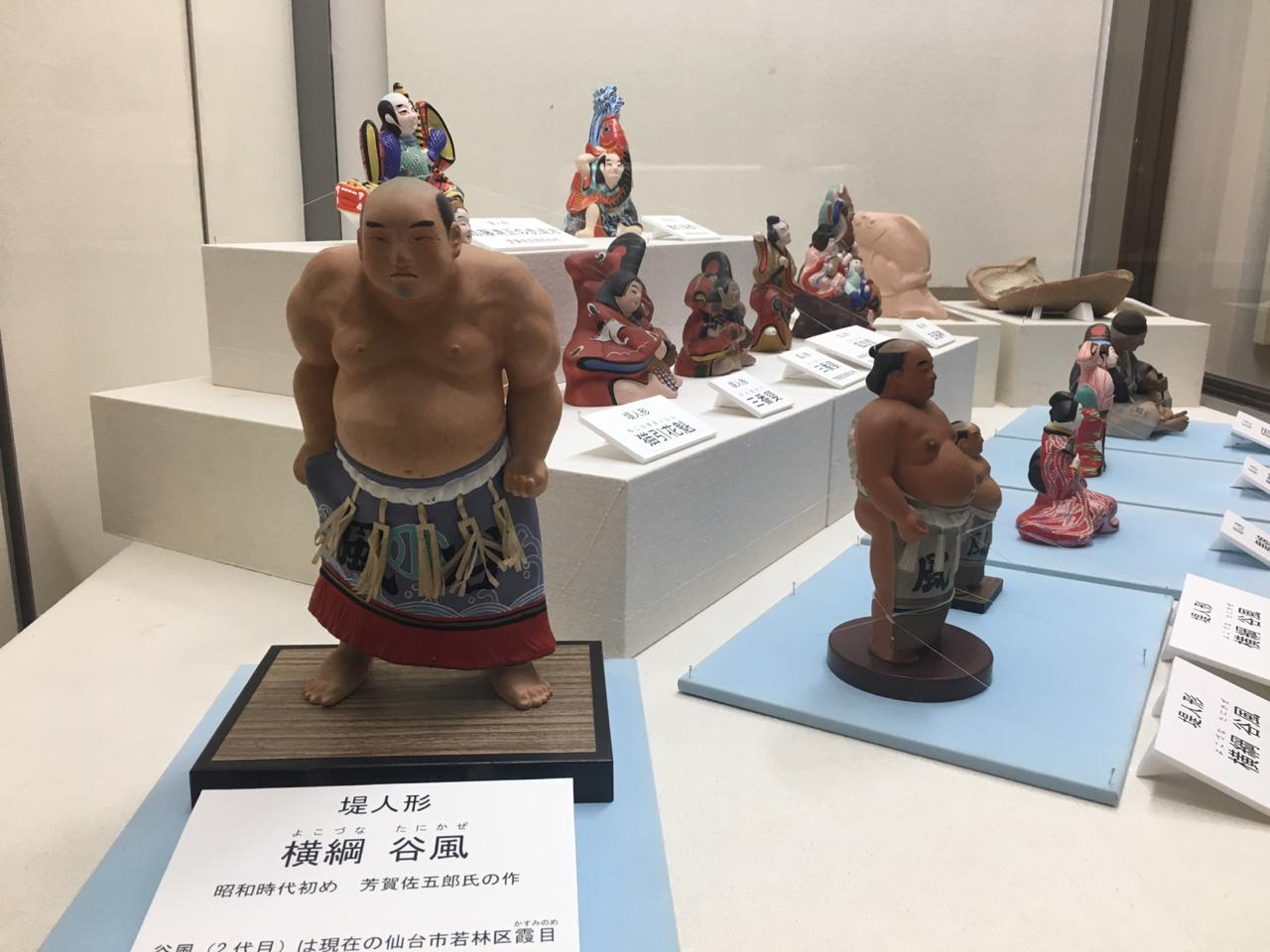
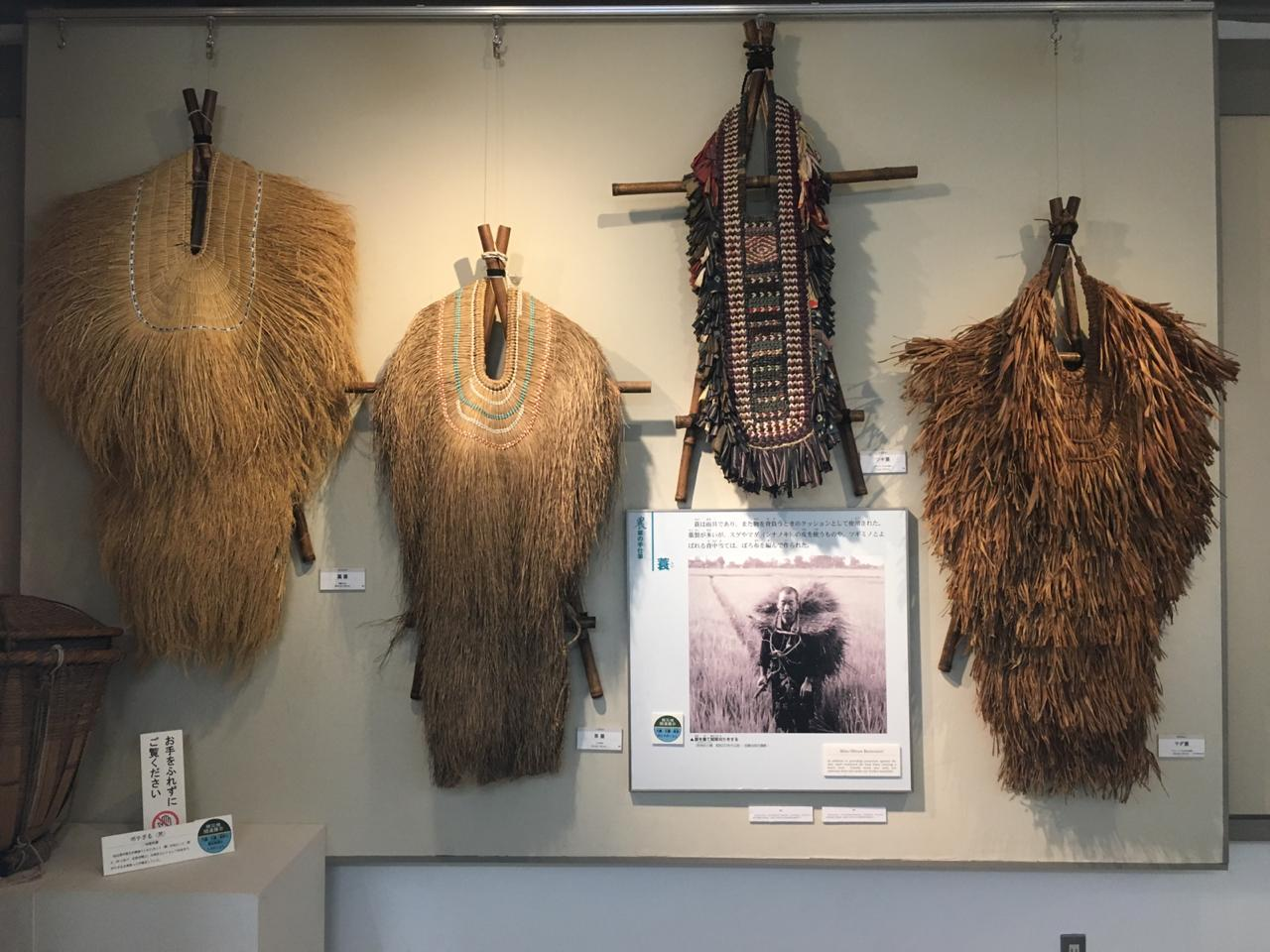